# Tuvaphantes
Tuvaphantes là một chi nhện trong họ Salticidae.

## Các loài
Các loài trong chi này gồm:
- Tuvaphantes arat Logunov, 1993
- Tuvaphantes insolitus (Logunov, 1991)